# Batalla de Corpahuaico
La Batalla de Corpahuaico, de la Quebrada de Corpahuaico, del Valle de Corpaguaico o del pueblo de Matará (Acocro, Huamanga), fue un enfrentamiento ocurrido el 3 de diciembre de 1824 entre las fuerzas de retaguardia del Ejército Unido Libertador del Perú, bajo el mando del general Antonio José de Sucre, y los cuerpos avanzados del Ejército Real del Perú, dirigidos por el general Jerónimo Valdés, en el contexto de las últimas campañas de la Independencia del Perú. En esta batalla, el batallón Rifles de la Legión británica sufrió graves pérdidas y quedó diezmado.
La operación fue diseñada por el virrey José de la Serna como parte de su contraofensiva estratégica desde el Cuzco y ejecutada con energía por Valdés. El plan consistía en dividir al Ejército Unido Libertador en la quebrada de Corpahuaico, empujando al grueso de las tropas de Sucre hacia un lado del valle, mientras que el resto de sus fuerzas, comandadas por Guillermo Miller y José María Lara, quedaría aislado al otro lado. El objetivo era obligar a estas últimas tropas a retroceder hacia el pueblo de Matará. De haberse cumplido el plan, Sucre habría quedado reducido a las divisiones de José María Córdova y Lamar, sin caballería, artillería ni pertrechos.
El éxito de esta estrategia habría tenido consecuencias devastadoras para la causa independentista. Con la pérdida del grueso del ejército patriota y Sucre posiblemente hecho prisionero, el Alto y Bajo Perú habrían quedado firmemente bajo control realista. Según testimonios contemporáneos, el impacto de una derrota de esta magnitud habría estremecido a toda la región, desde Guayas hasta el Orinoco, debilitando significativamente a la naciente república de la Gran Colombia.

## El paso de la quebrada
El 3 de diciembre de 1824, el virrey José de la Serna, al mando del grueso del ejército realista, observó al Ejército Unido Libertador en posición para cruzar la quebrada de Corpahuaico, al norte. Los independentistas habían dejado atrás el pueblo de Matará, al sur, mientras que el ejército realista había acampado allí desde el día anterior, manteniendo a la vista a las fuerzas enemigas.
Ese mismo día, a las 11 de la mañana, la división de vanguardia del ejército realista, comandada por Jerónimo Valdés, desfiló frente al grueso del ejército. Esta división se había separado días antes, recorriendo once leguas (aproximadamente 60 kilómetros), aunque todavía se encontraba a cinco leguas del Ejército Unido Libertador. Las fuerzas independentistas continuaban su retirada hacia el norte, en dirección a la pampa de Tambo-Cangallo y la ciudad de Huamanga (actualmente Ayacucho).
El general Valdés, conocido por su carácter decidido, realizó una marcha forzada nocturna el 2 de diciembre. Finalmente, el 3 de diciembre, alcanzó y atacó al Ejército Unido Libertador alrededor de las cuatro de la tarde.

## Desarrollo de la batalla
El general O’Leary relata que “las divisiones de Córdova, La Mar y el general Sucre, junto con su estado mayor, cruzaron con precipitación, sin dejar ninguna compañía, pues no hicieron un solo tiro”. La retaguardia, formada por el batallón Rifles, integrado por voluntarios británicos bajo el mando del coronel Arthur Sandes, fue alcanzada por las fuerzas realistas. En el enfrentamiento, los Rifles perdieron un tercio de su fuerza, incluyendo a su segundo al mando, el mayor Thomas Duchbury, quien murió en combate. Sus tropas, reconocidos por su experiencia, terminaron dispersadas. Fueron derrotados por el batallón Cantabria, apoyado por el batallón Burgos. Según García Camba, “la violencia del primer choque fue tan imponente que, de haber durado el día, las armas españolas habrían conseguido la más completa victoria, especialmente por el ímpetu del Cantabria, que arrolló y dispersó al famoso batallón Rifles de Colombia”. Entre los realistas, destacaron el brigadier Antonio Tur (al mando del Cantabria), los coroneles Diego Pacheco y Manuel Sánchez, y el comandante Antonio Aspiroz.
En otro frente, las compañías realistas de Cazadores lograron escalar hasta la cresta de la quebrada, donde también dispersaron al batallón Vargas. Sin embargo, el general Guillermo Miller consiguió reagrupar al Vargas y le ordenó proteger a la caballería mientras atravesaba el valle de Chonta, logrando resistir al ataque realista hasta completar la retirada.

## Prosiguen la campaña
A pesar de este “serio descalabro”, como lo describe Miller, la retaguardia logró reunirse con el resto del Ejército Unido. Según el general Jacinto Lara, “a las nueve de la noche se me presentó el general Sucre con la mayor tristeza, creyendo perdida la división, todo el parque y la caballería del ejército; cuando le informé de lo sucedido”. Aunque los Granaderos a caballo de Colombia y de los Andes quedaron separados del grueso del ejército, lograron cruzar el paso de Chonta y se reincorporaron días después.
La dificultad del terreno impidió al virrey del Perú, José de la Serna, aprovechar el éxito inicial de Jerónimo Valdés, según ilustra Andrés García Camba al señalar que los realistas “no tenían alas como los cóndores”. Solo con la entrada de la noche llegaron los refuerzos realistas liderados por el general Alejandro González Villalobos, con apenas dos batallones que dispararon algunos tiros antes de que la batalla concluyera tras tres horas y media de lucha.
El ataque de Valdés estuvo a punto de cambiar el curso de la campaña, ya que logró dividir casi por completo al ejército de Sucre y derrotar a su división de reserva. Sin embargo, la distancia entre el grueso del ejército realista y su vanguardia impidió consolidar la victoria. Apenas seis días después, el Ejército Real sería derrotado por el Ejército Unido Libertador del Perú en la decisiva Batalla de Ayacucho.